# Брајан Јузна
Брајан Јузна (енгл. Brian Yuzna, 30. август 1949, Манила) амерички је режисер, сценариста и филмски продуцент, најпознатији по свом раду на хорор филмовима. Каријеру је започео као продуцент на филмовима редитеља Стјуарта Гордона, Реаниматор (1985) и Из друге димензије (1986), да би свој редитељски деби имао 1989. са филмом Друштво. Често је адаптирао дела писца Хауарда Филипса Лавкрафта.
Године 1994. награђен је као најбољи редитељ на Филмском фестивалу у Амстердаму, за филм Повратак живих мртваца 3.

## Филмографија
| Година | Филм                                        | Редитељ | Сценариста | Продуцент | Глумац |
| ------ | ------------------------------------------- | ------- | ---------- | --------- | ------ |
| 1985.  | Реаниматор                                  | Не      | Не         | Да        | Не     |
| 1986.  | Из друге димензије                          | Не      | Да         | Да        | Не     |
| 1989.  | Друштво                                     | Да      | Не         | Не        | Не     |
| 1990.  | Реаниматорова невеста                       | Да      | Да         | Да        | Не     |
| 1990.  | Тиха ноћ, смртоносна ноћ 4: Иницијација     | Да      | Да         | Не        | Не     |
| 1992.  | Тиха ноћ, смртоносна ноћ 5: Творац играчака | Не      | Да         | Да        | Не     |
| 1993.  | Некрономикон                                | Да      | Да         | Да        | Да     |
| 1993.  | Повратак живих мртваца 3                    | Да      | Не         | Да        | Не     |
| 1996.  | Зубар                                       | Да      | Не         | Да        | Да     |
| 1998.  | Зубар 2                                     | Да      | Не         | Не        | Не     |
| 2003.  | Изван Реаниматора                           | Да      | Да         | Да        | Не     |